# Félix László
Félix László (Budapest, 1941. január 4. –) magyar rendező, főiskolai tanár.

## Élete
Szülei Félix László és Kachelmann Márta voltak. 1955–1959 között a Madách Imre Gimnáziumban tanult. 1961–1966 között a Színház- és Filmművészeti Főiskola színházrendezés szakán tanult Marton Endre osztályában. 1966–1968 között a kaposvári Csiky Gergely Színház rendezője volt. 1968 óta két év megszakítással (1968–1977 és 1979–1999) a Magyar Televízió rendezője, ezzel párhuzamosan továbbra is rendez színházban. A Zenés TV Színház zenei műsorsorozat gyakran alkalmazott rendezőinek egyike. 1974 óta a Színház- és Filmművészeti Főiskolán színészetet tanított. 1987 óta egyetemi docense volt. 1993–94-ben a debreceni Csokonai Nemzeti Színház operatagozatának vezetője volt.

## Színházi rendezései
A Színházi adattárban regisztrált bemutatóinak száma: 36.
- Federico García Lorca: Rosita leányasszony (1964)
- Gyárfás Miklós: A hosszú élet titka (1966)
- Huszka Jenő: Aranyvirág (1966)
- Barillet–Grédy: A kaktusz virága (1967)
- Luigi Pirandello: Hat szerep keres egy szerzőt (1967)
- Ifj. Johann Strauss: A cigánybáró (1967, 1972)
- Poplewell: Az áldozat visszatér (1967)
- William Shakespeare: Macbeth (1968)
- Kálmán Imre: Marica grófnő (1968, 2000)
- Erkel Ferenc: Bánk bán (1968, 1994, 2004)
- Williams: Üvegfigurák (1971)
- Illyés Gyula: Dózsa György (1971)
- Kende Sándor: Szerelmetes barátaim (1973)
- Muhamedzsánov–Ajtmatov: Út a Fudzsijámára (1974)
- Németh László: Bethlen Kata (1977)
- Kálmán Imre: Csárdáskirálynő (1977)
- George Bernard Shaw: Sosem lehet tudni (1978)
- Vörösmarty Mihály: Handabasa, avagy a fátyol titkai (1978)
- Csurka István: Döglött aknák (1978)
- Csurka István: Házmestersirató (1979)
- Scribe: Egy pohár víz (1981)
- Fratti: A nagy trükk (1981)
- Keroul–Barré: Léni néni (1982)
- Osztrovszkij: Jövedelmező állás (1986)
- Molnár Ferenc: Olympia (1989)
- Mrozek: Emigránsok (1990)
- Gioachino Rossini: A sevillai borbély (1990)
- Wolfgang Amadeus Mozart: Così fan tutte (1991)
- Giacomo Puccini: Manon Lescaut (1993)
- Frank: Jézus tanítványai (2003)
- Lehár Ferenc: A víg özvegy (2003)

## Filmjei
- Az arany meg az asszony (1968)
- Pásztoróra (1969)
- Mi újság Pesten? (1969)
- Ida regénye (1974)
- Magnóliakert (1976)
- Köznapi legenda (1976)
- A gyilkos köztünk van (1979)
- Scribe: Egy pohár víz (1983)
- Egymilliárd évvel a világvége előtt (1983)
- Majd belejössz Pistám… (1984)
- Kémeri (1985)
- Kard és kocka (1986)
- Zojka szalonja (1986)
- Chabert ezredes (1987)
- Így győzni fogunk (1987)
- Czillei és a Hunyadiak (1988)
- Hétpróbások (1988)
- A cár őrültje (1989)
- Játékosok (1990)
- A körtvélyesi csíny (1995)
- Pótvizsga (1996; tévéfilm)

### A Zenés TV Színház tévéfilmjeiből
- Vendégek (1974)
- Sakk-matt (1977)
- Párizsi élet (1978)
- Pomádé király új ruhája (1979)
- Úri jog (1981)
- Tavasz (1982)
- Mirandolina (1985)
- Egy szerelem három éjszakája (1986)

## Díjai
- Veszprémi Tévétalálkozó Közönség-díj (Sakk-matt) (1978)
- Veszprémi Tévétalálkozó Közönség-díj (Mirandolina) (1985)
- MTV Elnöki Nívó-díjak